# Pterocryptis buccata
Pterocryptis buccata es una especie de peces de la familia Siluridae en el orden de los Siluriformes.

## Morfología
• Los machos pueden llegar alcanzar los 14,7 cm de longitud total.

## Distribución geográfica
Se encuentra al oeste de Tailandia.